# 138200 Anderswall
138200 Anderswall este o planetă minoră (asteroid) din centura de asteroizi. A fost descoperită pe 10 martie 2000 la Kvistabergs observatorium⁠(d) de UAO-DLR Asteroid Survey⁠(d). 
Obiectul prezintă o orbită caracterizată de o semiaxă mare de 2,570190311852 UAi, o excentricitate de 0,14067830929766, o înclinație de 14,630956535049 ° în raport cu ecliptica.